# خلابة الحديد
.

## ماهية شيلات الحديد
شيلات الحديد هو مسحوق مخلبي لتقوية النبات وإمداده بالحديد لإنتاج منتجات مميزة فالحديد من العناصر الضرورية للنبات ويدخل في تركيب أنزيمات الأكسدة ويعالج اصفرار الاوراق والعروق الوسطى ويدخل أيضا في تركيب شيلات الحديد.

## أصل التسمية
كلمة شيلات Chelat أصلها من اللغة اليونانية وتعني المخلب Claw وبهذه الصيغة يفقد العنصر الغذائي المخلوب خواصه الأيونية مع احتفاظه بالقدرة على الحركة والذوبان وبذلك يكون جاهزاً للامتصاص.

## بعض أنواعه
ومن المخلبيات التي استعملت في معالجة أعراض نقص الحديد على النباتات مايلي:
1 - الأتيلين ثنائي الأمين رباعي أستيك أسيد ويرمز له بالرمز EDTA.
2 - الأتيلين ثنائي الأمين ثنائي هيدروكسي فينيل أستيك أسيد ويرمز له بالرمز EDDHA.
3 - الأتيلين ثنائي الأمين ثنائي 2-هيدروكسي-5-سلفوفينيل أسيك أسيد ويرمز له بالرمز EDDHSA.
4 - الأتيلين ثنائي الأمين ثنائي هيدروكسي ميتيل فينيل أستيك اسيد ويرمز له بالرمز EDDHMA.
5 - ثنائي الأتيلين ثلاثي الأمين خماسي أستيك أسيد ويرمز له بالرمز DTPA.
وقد دلت دراسات النظائر المشعة أن النبات يمتص جزيء الشيلات كله أي دون أن ينفصل عنه العنصر الغذائي. كما تبين أن للنبات مقدرة مختلفة على إفراز مثل هذه المواد وهذا مايفسر الاختلاف في قدرة النباتات المختلفة على مقاومة نقص الحديد أي حسب مقدرتها على إفراز مثل هذه المواد.

## الصفات المميزة لشيلات الحديد
تتميز شيلات الحديد بمجموعة من الصفات التي تجعلها قادرة على إمداد النبات بحاجته من الحديد وأهم هذه الصفات مايلي:
1- صعوبة استبدال أيون الحديد المخلوب بأيون آخر.
2- يعتبر جزيء الشيلات ثابتاً ضد التحلل المائي.
3- لايتحلل بواسطة الأحياء الدقيقة في التربة.
4- لايتثبت على الجزء الفروي من التربة بسهولة.
5- سهل الامتصاص من قبل النبات.

## طريقة الاستعمال
تضاف شيلات الحديد في حلقات حول محيط الأشجار وذلك بعمل حفرة بعمق 10-15 سم على محيط الشجرة بعيداً عن الساق 40-50 سم وحتى مسقط التاج ثم تحل كمية الشيلات المخصصة بكمية كافية من الماء وإضافتها إلى التربة في حلقات على محيط الأشجار وطمرها مباشرة.
ويفضل إضافة الشيلات صباحاً قبل ارتفاع درجة الحرارة وعدم ترك الشيلات معرضة للضوء حتى لاتتفكك